# Natta
Natta là một chi nhện trong họ Salticidae.